# Płaskowyż Rybnicki
Płaskowyż Rybnicki (341.15) – mezoregion położony w południowej Polsce, stanowiący południowo-zachodnią część Wyżyny Śląskiej. 

## Charakterystyka
Obszar wznosi się do ok. 310 m n.p.m. (w Pszowie). Najwyższym naturalnym wzniesieniem płaskowyżu jest wzgórze Ramża (325 m n.p.m.), a sztucznym hałda w Rydułtowach (406 m n.p.m.). Powierzchnia płaskowyżu 850 km².
Płaskowyż Rybnicki składa się z osadów wodno-lodowcowych zlodowacenia środkowopolskiego, a jego fundament stanowią skały karbońskie przykryte osadami morza mioceńskiego ze złożami soli, gipsu i siarki. Zewnętrzną warstwę osadów tworzą gliny, żwiry i piaski czwartorzędowe o niewielkiej miąższości oraz znikomej przydatności rolniczej. 
Główną formą korzystania z surowców naturalnych jest przemysł wydobywczy. Występują złoża węgla kamiennego, soli, siarki i gipsu.
Na Płaskowyżu Rybnickim rozwinął się Rybnicki Okręg Węglowy.
Obszar jest gęsto zaludniony, główne miasta: Jastrzębie-Zdrój, Rybnik, Wodzisław Śląski, Żory.